# 2017년 세계 아이스하키 선수권 대회
2017년 세계 아이스하키 선수권 대회는 국제 아이스하키 연맹(IIHF)이 주관하는 제81회 세계 선수권 대회이다. 각국의 아이스하키 대표팀들이 각 등급에 따라 경기를 치를 예정이다.

## 챔피언십
16개국 최상위권 국가들의 챔피언십 대회는 독일 쾰른과 프랑스 파리에서 5월 5일 ~ 5월 21일 열렸다.